# Staurós
Staurós (σταυρός), a veces españolizada como "estaurós", es una palabra griega que en las formas del griego más antiguas (cuatro o más siglos antes del nacimiento de Cristo) se empleaba el plural para significar estacas, postes o palos colocados en posición vertical para formar una empalizada o para actuar como base de una casa construida en un lago. En la forma koiné (c. 300 a. C. – c. 300 d. C.) se usaba el término en singular para indicar un instrumento de ejecución capital. En la forma actual de ese idioma significa "cruz".
Es la palabra que se usó en los evangelios canónicos (escritos en lengua koiné en los últimos años del siglo I d. C.) al hablar del instrumento de ejecución de Jesús de Nazaret.

## Etimología
La palabra staurós procede del verbo ἵστημι (histēmi "erguirse, estar de pie"), que a su vez viene del indoeuropeo stao, "tallo", "retoño" (misma raíz de la que vienen el alemán "stehen", el inglés "stand" y el castellano "estaca", de significados semejantes).

## En griego homérico y clásico

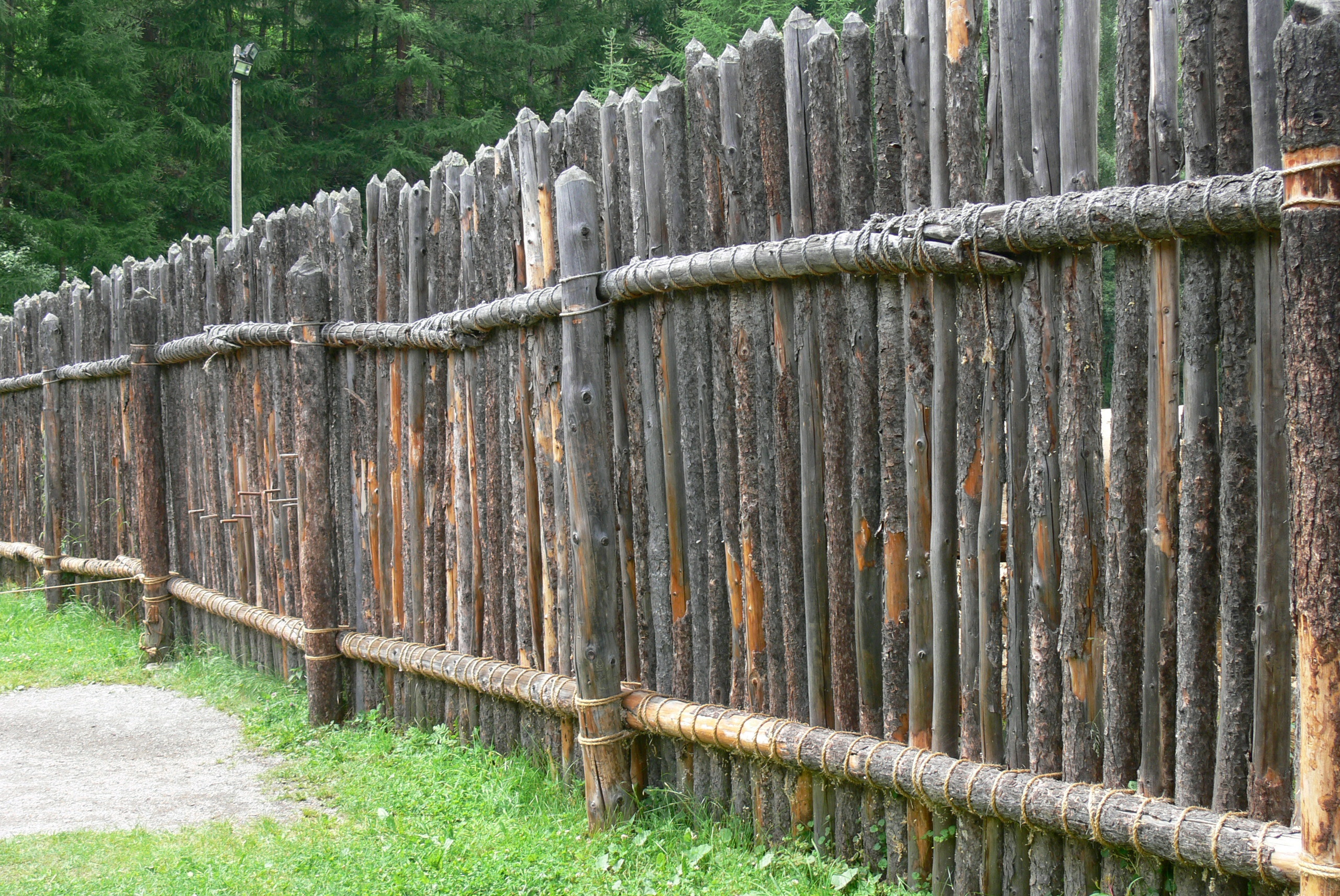
Empalizada de estacas

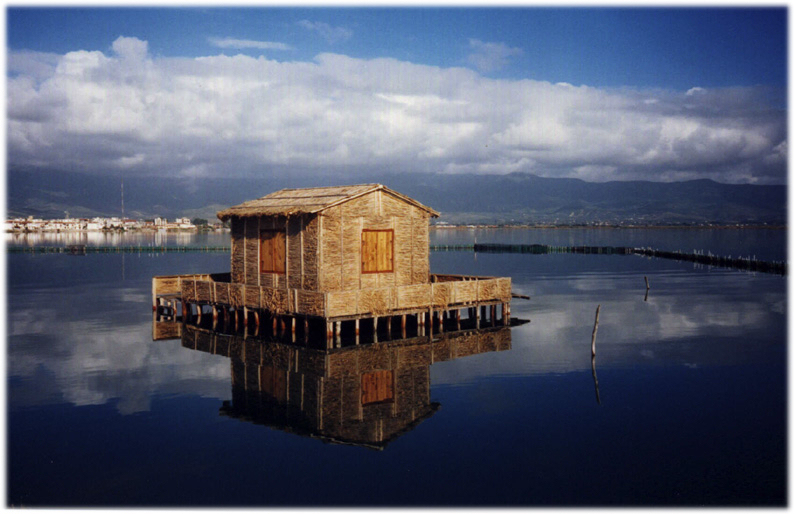
Casa palafito

El Léxico Griego-Inglés de Liddell y Scott, la obra de mayor referencia relativa a las formas del idioma griego desde el período homérico hasta los tiempos del Cristianismo primitivo, informa que la palabra "σταυρός" (staurós) en la forma homérica del griego, posiblemente del siglo VIII al VI a. C., y también en los escritos de los autores del siglo V a. C. Heródoto y Tucídides y el del siglo IV a. C. Jenofonte, se encuentra usada en plural con el significado de estaca vertical o poste colocado para formar una empalizada o para actuar como base de una casa construida en un lago.
En su significado original, "la palabra griega que se traduce como cruz, [stau·ros′], apropiadamente significó una estaca, un poste vertical o un pedazo de una empalizada, en el que algo podía ser colgado, o el que podría ser usado para empalar [cercar] un pedazo de tierra. Pero se introdujo una modificación con la extensión del dominio y los usos de Roma a través de los países de habla griega." Como se indica en el apéndice de "The Cross and the Crucifixion" ("La cruz y la crucifixión"),  The Companion Bible (la Biblia Compañera) (1922), en Liddell y Scott, y en muchas otras obras de referencia, Homero (unos mil años antes de la época en que los evangelios fueron escritos) utilizó la palabra staurós para un poste ordinario o estaca, o un único pedazo de madera; y este fue el significado y uso de la palabra todo el tiempo en el griego clásico (cuatro o cinco siglos antes de la época de los evangelios). En la literatura de esa época esta palabra nunca significó dos piezas de madera colocadas atravesadas una de otra en ningún ángulo, sino siempre una pieza sola, una de una serie de palos – en ese período (anterior al año 300 aC) la palabra σταυρός nunca aparece en el número singular sino siempre en plural (σταυροί) – que en su conjunto formaban una empalizada o algo parecido.

## En griego koiné
Los textos escritos en esa forma del idioma griego que estaba en uso entre los años 300 aC y 300 d. C. y que se denomina koiné, se emplea la palabra σταυρός en singular para indicar un instrumento de ejecución o de tortura al que se ataba la víctima.
En A Critical Lexicon and Concordance to The English and Greek New Testament (Una Concordancia y Léxico crítico al inglés y griego del Nuevo Testamento) (1877), el hiperdespensacionalista E. W. Bullinger, en contraste a otras autoridades, dijo que, incluso en la forma koiné del idioma griego, σταυρός (stauros) todavía significaba, aun en el contexto de las ejecuciones operadas por los romanos, únicamente un simple palo o estaca vertical en la que los romanos clavaban a quienes se les ordenaba ser ejecutados, σταυρόω. Según él, esta palabra nunca significa dos piezas de madera unidas en ningún ángulo. Incluso la palabra latina crux significa una simple estaca. La letra inicial Χ, (chi) de Χριστός, (Cristo) anteriormente fue utilizada para Su nombre, hasta que se sustituyó por la T, la letra inicial del dios pagano Tamuz, cerca del final de siglo IV".
Ya mucho antes del siglo IV d. C., se usaba la palabra σταυρός para significar una cruz de ejecución con travesaño. En A Greek-English Lexicon de Liddell y Scott el último escritor griego citado por haber usado σταυρός para significar claramente una estaca vertical es Jenofonte, que murió en el año de 354 a. C. Con la palabra "cruz" la misma fuente traduce la palabra σταυρός usada en relación con una ejecución en un texto del historiador griego del siglo I a. C. Diodoro Sículo. Alrededor del año 100 d. C., la palabra σταυρός en el contexto de una ejecución ya significaba claramente una cruz con travesaño, como se ve en la Epístola de Bernabé, que dice que la cruz tenía la forma de la letra Τ, y que Moisés al tener los brazos extendidos, fabricó "una figura de la cruz y del que había de sufrir en ella". No se sabe precisamente en qué año el significado de la palabra σταυρός pasó de "palo" de empalizada a "cruz" de ejecución, pero el segundo significado fue bien consolidado en el tiempo de Luciano de Samosata (125-181), que en su Pleito entre las Consonantes hace proponer la pena de muerte a la letra Τ (Tau), "pues afirman que los tiranos se inspiraron en su forma e imitaron su figura para construir maderos de forma análoga y crucificar hombres en ellos; y de ahí recibe este maldito invento su maldita denominación. Por todos esos crímenes, ¿cuántas penas de muerte estimáis que merece la Tau? Por mi parte, estimo de justicia reservar este único castigo a la Tau: que sea ejecutada sobre su propia forma, ya que la cruz llegó a tallarse por ella, y así es llamada por los hombres." y el mismo Luciano habla de crucifijar (ἀνασταυρῶ) Prometeo "con los brazos extendidos". También Justino Mártir (c. 100/114-162/168) ve en los dos espetones con los cuales se asaba el cordero de la Pascua hebrea la forma del σταυρός.

## En griego moderno
En griego moderno, no queda rastro del sentido que tenía la palabra σταυρός hasta por lo menos el IV siglo a. C.  Ahora significa:
1. (a) (eclesiasticamente) El conjunto de dos vigas dispuestas perpendicularmente en el cual Cristo fue crucifijado y muerto, y por sinécdoque cualquier objeto de esa configuración; (b) por sinécdoque, la señal de la cruz como gesto religioso
2. (a) un dibujo que consiste en dos líneas que se atraviesan perpendicularmente y producen cuatro ángulos rectos; (b) por synécdoque, un dibujo en forma de cruz con los brazos dispuestos de maneras variadas
3. (metaforicamente) las pruebas que se experimentan en la vida.
Véase también, por ejemplo, Diccionario Griego moderno-Español; Dictionary of Standard Modern Greek.